# Герб городского округа город Шахунья
Герб городского округа город Шахунья — символ городского округа город Шахунья. Принят 28 июня 2013 года.

## Описание
«В серебряном поле фигура, образованная правой половиной колеса и выходящим влево концом крыла, сопровождённая слева возникающей елью, все фигуры зелёные».

## Авторская группа герба
Идея: Константин Фёдорович Мочёнов, Валерий Иванович Кочкуров, Олег Сергеевич Козырев, Татьяна Валерьевна Жолик.
Художник и компьютерный дизайн: Оксана Григорьевна Афанасьева.
Обоснование символики: Вячеслав Васильевич Мишин.

## Создание
Герб муниципального образования городской округ город Шахунья утвержден 28 июня 2013 года решением Совета депутатов городского округа город Шахунья № 19-3.
20 ноября 2013 года, на заседании Геральдического совета при Президенте Российской Федерации, герб городского округа внесен в Государственный геральдический регистр Российской Федерации с присвоением регистрационных номеров 8644.

## Обоснование символики
Основным мотивом герба городского округа является крылатое колесо — символ постоянно развивающегося, устремлённого в будущее Шахунского железнодорожного узла. Символика летящего колеса складывается из символики самого колеса и символики крыла. Символика колеса многозначна:
- символ вечного движения, движения вперёд;
- символ солнца, солнечной энергии, при этом ступицы колеса — солнечные лучи;
- символ счастья и будущего (колесо Фортуны);
- символ земных дел, которые находятся в постоянном движении.

Крылья являются символом духовности, означают восхождение к высшим знаниям, символом преодоления земного, суетного, человеческого. Крыло с тремя перьями — несёт символ района объединившего земли трёх волостей.
Ель символизирует богатую природу района, а также лесозаготовительные и деревообрабатывающие предприятия района, таких как Шахунский лесхоз, ООО «Фанерный комбинат» и т. д.
Белый цвет (серебро) — символ чистоты, совершенства, мира и взаимопонимания.
Зелёный цвет символизирует весну, здоровье, природу, молодость и надежду.